# Santuari i termes romanes de Mura

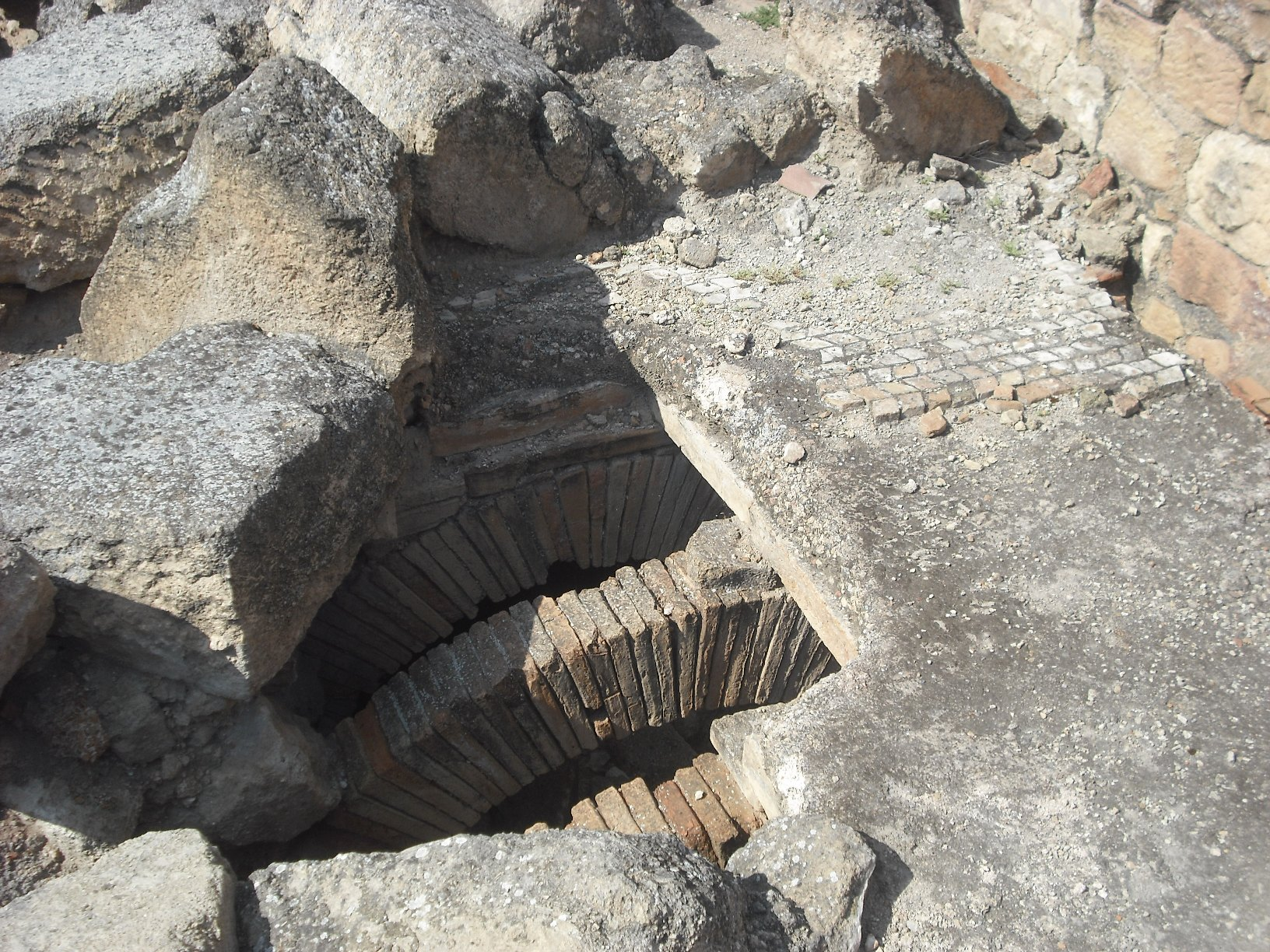
Arcs del caldarium masculí

El santuari romà de la partida de Mura, situat al barri del Pla de l'Arc a la ciutat de Llíria (Camp de Túria, País Valencià), constitueix un dels conjunts arquitectònics localitzats de finals del segle I dC més singulars i importants de la Hispània romana. Presenta un estat de conservació excel·lent, sense construccions superposades i amb un grau d'integració urbanística notable, ja que en l'actualitat el jaciment defineix l'anomenada Plaça de les Termes.
Les restes conservades són part del gran complex de caràcter públic -d'uns 20.000 metres quadrats-, en què es diferencien diverses zones: una de religiosa (organitzada al voltant d'un santuari oracular), un conjunt termal doble (que funciona com a complex lúdic amb funció curativa) i les dependències i establiments equipats.

## Història
Com molts altres conjunts monumentals romans, el seu finançament dependria de notables, magistrats o senadors vinculats a la ciutat. Aquest tipus de donacions, molt comuns en època romana, eren realitzats com un acte de beneficentia (acte de generositat privada a favor de la col·lectivitat), que tenia com a objectiu millorar la popularitat i prestigi del donant i, d'aquesta manera, promocionar la seua carrera política.
En època baix imperial, les termes s'abandonen, i foren ocupades successivament en època bizantina i visigòtica, probablement com a monestir cristià fins a mitjan segle vii dC, en què s'abandonen definitivament.

## Santuari oracular
El santuari oracular apareix definit per un recinte tancat -temenos- de planta lleugerament trapezoïdal, adaptat al traçat urbanístic existent. En el seu interior, es conserven les restes d'un temple pròstil i dístil in antis, seguint el model grec descrit per Vitrubi i una aedicula lateral.

## Conjunt termal
El conjunt termal de Mura, amb una superfície de 3.600 metres quadrats, seria un balneari amb dos edificis termals que aprofitaria les propietats terapèutiques de l'aigua procedent de les fonts de Sant Vicent, on en època romana es va construir el temple de les Nimfes.

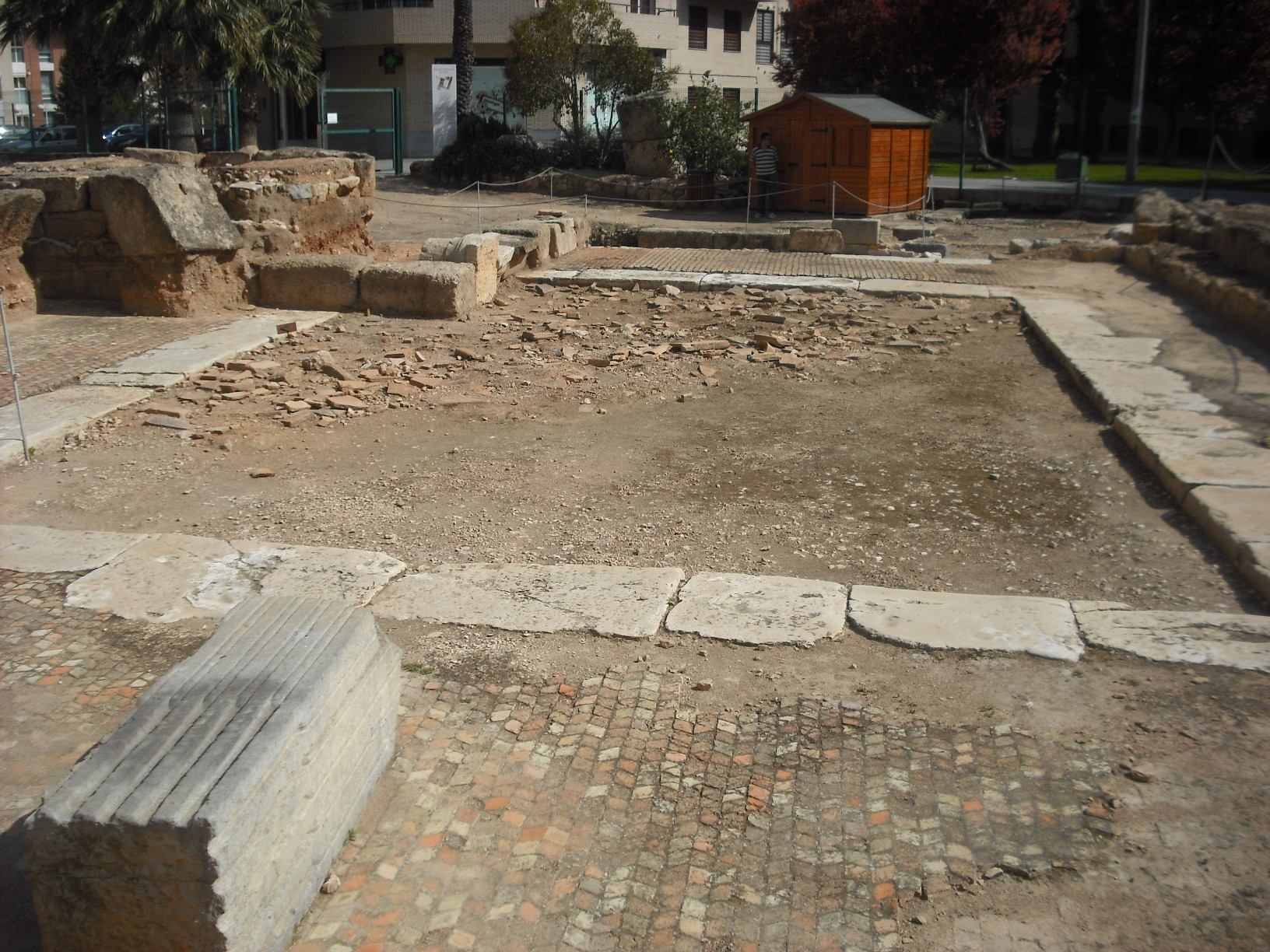
Basilica thermarum de les termes de Mura

Les termes més grans, les masculines, ocupen una superfície de 2.500 metres quadrats. Segueixen l'esquema característic dels establiments termals de finals del s. I dC, amb l'esquema bipartit de termes-palestra. Conserva pràcticament intacta l'escalinata d'entrada des de la qual s'arriba a la basílica thermarum, gran espai porticat amb restes de pintura mural a les parets. En un lateral, se situa la taverna on es venien olis i ungüents necessaris per als banys i per a les pràctiques esportives. Conserva en perfectes condicions les tres sales de bany que segueixen en la distribució el model pompeià: apodyterium / frigidarium / destrictarium, vestíbul, sala per al bany fred i sala per uncions, el tepidarium, sala tèbia i el caldarium, última sala, de planta rectangular amb dos aediculae laterals, rematada per amb un absis. A l'exterior, hi havia la palestra a l'aire lliure, amb un pòrtic i una natatio, piscina pràcticament quadrada de 36 m2 amb una profunditat d'1,50.
Les termes petites, construïdes en forma de "L", tanquen el conjunt termal pel sud-est. Presenten una ordenació similar a la de les termes més grans, amb basílica thermarum, frigidarium-apodytherium, tepidarium, caldarium i dos praefurnia, tot i que incorpora una sala nova i innovadora per a l'època, com la piscina càlida, una mena de piscina coberta i climatitzada. En ambdós edificis termals, el paviment de les sales calefactades apareix suspès sobre l'hypocaustum, cambra subterrània realitzada mitjançant galeries d'arcs de rajoles per on passa l'aire calent procedent dels forns del praefurnium, que a través de les cambres de les parets realitzades amb peces ceràmiques, la concameratio, ix a l'exterior a través de xemeneies.